# Castrese di Sessa
San Castrense di Sessa, o Castrese (Nordafrica, V secolo – Sessa Aurunca, V secolo), è stato un vescovo italiano, venerato come santo martire dalla Chiesa cattolica.

## Biografia
Castrese visse tra la fine del IV secolo e l'inizio del V secolo durante le persecuzioni dei Vandali.
Secondo una Passio leggendaria Genserico, re dei Vandali, voleva costringere 12 vescovi africani a rinnegare la propria fede. Non sapendo come convincerli, decise di chiedere consiglio ad Aristodemo che consigliò di farli salire su delle navi e farli affondare; ma i 12 vescovi si salvarono miracolosamente. Questi ultimi approdarono sulle rive della Campania dove ognuno prese la propria strada e uno di essi, chiamato Castrese, arrivò a Sessa Aurunca. Passò molto tempo e Aristodemo si ammalò così chiese perdono al vescovo Castrese tramite la moglie Beatrice e guarì.
Quando Castrese capì che stava per morire comunicò a tutti la notizia e decise di celebrare quella che sapeva sarebbe stata la sua ultima messa.

## Culto
Il suo culto è sviluppato in Campania, in particolare a Castel Volturno. San Castrese è il santo patrono di Marano di Napoli e di San Castrese (frazione di Sessa Aurunca). È anche patrono di Monreale in Sicilia.
I maranesi conoscevano molto bene Castrese a causa degli scambi commerciali che c'erano tra Marano e Sessa, così alla morte di Castrese i maranesi chiesero alla città di Sessa Aurunca una reliquia del vescovo e gli fu concesso il braccio. Questo è ancora conservato all'interno della statua di san Castrese, mentre la sua tomba non fu mai ritrovata. È molto probabile che, dagli studi ancora in corso, sia stato proprio il vescovo Castrese a portare il cristianesimo nel territorio maranese, e a fondare lì, una prima comunità cristiana.
Il corpo del Santo è attualmente conservato in un'urna argentea all'interno della Basilica Cattedrale di Monreale, in Sicilia, nella cappella cinquecentesca di San Castrense (come viene chiamato il Santo nella cittadina palermitana).
Tale reliquia giunse a Monreale nel 1177 come dono per le nozze tra il re di Sicilia Guglielmo II d'Altavilla e Giovanna d'Inghilterra sorella di Riccardo Cuor di leone e figlia di quell'Enrico II che era stato scomunicato dal Papa per aver fatto uccidere nel 1170 il vescovo Thomas Becket (per altro fatto raffigurare nei mosaici del duomo di Monreale da Guglielmo II probabilmente per ribadire la fedeltà della corona di Sicilia al Papa).
Il dono delle reliquie fu fatto dal Vescovo Alfano di Capua che era stato peraltro incaricato da Guglielmo II come ambasciatore presso Enrico II, sia per le trattative relative al suo matrimonio con la principessa Giovanna, sia per convincere il re inglese a chiedere perdono per l'uccisione di San Tommaso Becket in modo tale da essere assolto dalla scomunica pontificia.
Tra l'altro Guglielmo II, soddisfatto del buon esito di entrambe le trattative condotte dal vescovo Alfano, ricompensò quest'ultimo con lo stupendo evangeliario d'oro, prodotto nel regio Ergasterion del Palazzo Reale di Palermo, che adesso é conservato presso il Museo diocesano di Capua.
La chiesa di San Castrese a Marano ha tre navate ed è stata costruita nell'anno 1600. Nella chiesa è conservato il fonte battesimale (testimonianza dell'epoca romana assieme al Ciaurro), di autore ignoto, a pianta ottagonale, sulla quale sono scolpite le facce di tre donne che raffigurano la giovinezza, la maturità e la maternità. Oltre a queste figure femminili sono rappresentati anche stemmi e sigle. Il fonte apparteneva alla nobile famiglia milanese dei Visconti che la regalò nel 1598 alla chiesa di san Castrese appena costruita. Su questo fonte battesimale si è discusso molto: si pensa che fosse di epoca romana e che gli stemmi siano stati aggiunti in epoche successive.
Recenti sopralluoghi ipogei hanno portato alla luce l'antica testa di legno di San Castrese, un manufatto ligneo di fine Cinquecento, oggi esposto nella cappella del Santo patrono.